# Albert Memmi
Albert Memmi (Túnez, 15 de diciembre de 1920-París, 22 de mayo de 2020) fue un escritor y ensayista franco-tunecino.

## Trayectoria
Nació en Túnez, cuando este país era aún una colonia francesa. La familia de Albert Memmi era de origen judío y se expresaba en lengua árabe, pero se formó en la escuela francesa, primero en el Lycée Carnot de Túnez, y más adelante en la Universidad de Argel —en donde estudió filosofía—, y por último en la Sorbona de París. 
Paralelamente a su obra literaria, trabajó como profesor en el Lycée Carnot de Túnez (1953) y, tras viajar a Francia después de la independencia de Túnez, en la "École pratique des hautes études", en la de "Hautes études commerciales" y en la Universidad de Nanterre (1970). A pesar de haber apoyado el movimiento de liberación de Túnez, no encontró su sitio en el nuevo estado musulmán.
Publicó la primera novela, en la que se apreciaban numerosos detalles autobiográficos, La estatua de sal, en 1953, con prólogo de Albert Camus, el célebre escritor francés residente en Argelia. Su obra más conocida fue un ensayo teórico, que fue prologado por el filósofo Jean-Paul Sartre: Retrato del colonizado, precedido por el retrato del colonizador, que se publicó en 1957 y que se presentó, en su época, como un apoyo a los movimientos independentistas. Esta obra muestra cómo la relación entre colonizador y colonizado condiciona a ambos, los hace interdependientes.
Destacó su extenso ensayo Portrait d'un juif, de 1962, reeditado y con nuevo prefacio en 2003. Ahí aparece su desasosiego vital; pues Memmi se hallaba en el cruce de tres culturas y edifica su obra basándose en la dificultad de encontrar un equilibrio entre Oriente y Occidente. También es conocido por su Antología de las literaturas magrebinas publicada en 1965 y 1969.[cita requerida]
Fue miembro del comité de padrinazgo de la Coordinación francesa para el Decenio de la cultura de paz y de no violencia. Fue profesor honorífico tras su jubilación y recibió premios como el Magreb de 1995 y el de Bari, 2000.
Falleció en París el 22 de mayo de 2020 a los 99 años.

## Obras
- 1953 - La estatua de sal (La statue de sel), novela
- 1955 - Agar
- 1957 - Retrato del colonizado, precedido por el retrato del colonizador, ensayo
- 1962 - Retrato de un judío (Portrait d'un juif), ensayo
- 1964 - Antología de escritores magrebinos de expresión francesa
- 1966 - La liberación del judío, ensayo
- 1968 - El hombre dominado, ensayo
- 1969 - El escorpión o la confesión imaginaria
- 1974 - Judíos y árabes, ensayo
- 1977 - El desierto, o la vida y las aventuras de Jubaïr Ouali El-Mammi
- 1979 - La dependencia, esbozo para un retrato del dependiente, ensayo
- 1985 - El Mirlitón del cielo
- 1988 - El Faraón
- 1994 
  - El ejercicio de la felicidad
  - El racismo
- 1996 - El judío y el otro
- 2000 - El nómada inmóvil
- 2002 - Diccionario crítico para uso de incrédulos
- 2004 - Retrato del descolonizado árabe musulmán y algunos otros